# Битка код Лилибеја
Битка код Лилибеја одиграла се 218. п. н. е. крај Лилибеја (данас Марсала) на западној обали Сицилије између римске и картагињанске морнарице. Била је то прва поморска битка током Другога пунскога рата. Картагињани су послали 35 ратних бродова са циљем да пустоше обалу Сицилије, почевши од Лилибаја. Хијерон II од Сиракузе је на време упозорио Римљане на долазак непријатељске флоте, па су Римљани имали довољно времена да пресретну картагињанску флоту и да заробе неколико бродова.

## Увод
Картагина је изгубила Сицилију током Првога пунскога рата. Морала је да плаћа велику ратну одштету Римској републику. Римска република је након Плаћеничког рата заузела и Сардинију. Хамилкар Барка, Хаздрубал Лепи и Ханибал освојили су велики део Иберије (Шпаније) и захваљујући богатству новоосвојених територија обновили су од 237. п. н. е. до 218. п. н. е. војну моћ и богатство Картагине. На потицај Масилије (Марсеља) Рим је 226. п. н. е. са Хаздрубалом Лепим потписао споразум по коме је Ебро постао северна граница картагињанске империје. Град Сагунт је још пре тога споразума постао римски савезник.

## Почетак рата Рима и Картагине
Ханибалови иберски савезници сукобили су се са Сагунтом, па су Римљани након тога упозоравали Ханибала да не би смео да интервенише, пошто се ради о римском савезнику. Ханибал је ипак напао Сагунт, што је било повод за Други пунски рат. Ханибал Барка је напао, опседао и коначно заузео Сагунт 219. п. н. е. Рим је био прогласио Сагунт својим савезником, али током осмомесечне опсаде није ништа предузео да га ослободи опсаде. Римски Сенат објавио је рат Картагини након пада Сагунта.

## Римске припреме
Римска морнарица била је мобилизована 219. п. н. е. због Другога илирскога рата. Сакупили су 220 пентера. Публије Корнелије Сципион мобилизовао је 5 легија ( 8.600 римских и 15.600 савезничких војника ) и требало је да отплови за Иберију са 60 транспортних бродова. У то време галска племена Боји и Инсубри напали су римске колоније Плацентију и Кремону, па су колонисти побегли у Мутину. Гали су након тога опседали Мутину. Луције Манлије Вулсон је добио две римске и две савезничке легије и кренуо је из Ариминија према Цисалпинској Галији. Гали су му успут убили 1.200 војника у две заседе. Иако је успео да Мутину ослободи опсаде цела његова војска нашла се под лабавом опсадом Гала неколико километара од Мутине. Римски Сенат је због тога једну од Сципионових легија послао у помоћ Вулсону крај Мутине. Сципион је онда био присиљен да регрутује нову војску уместо оне послане у Цисалпинску Галију. Морао је да одложи пут у Иберију до септембра 218. п. н. е. Конзул Тиберије Семпроније Лонг добио је 8.600 римских и 17.800 савезничких војника са упутством да отплови у Африку уз пратњу 160 бојних бродова. Семпроније је најпре отпловио за Сицилију, где је требало да припреми инвазију Африке.

## Пунске припреме
Ханибал је након опсаде Сагунта послао војску на зимовање. Када се војска поново окупила у пролеће 218. п. н. е. послао је 20.000 војника у Африку, а 15.000 војника и 21 слона оставио је у Иберији под заповедништвом Хаздрубала Барке. Ханибал је према Италији кренуо са 90.000 војника и 12.000 коњаника. Војску је поделио на три дела. Прешао је реку Ебро и након двомесечне кампање покорио је иберска племене Илергета, Бергуса и Аусетана на подручју између Пиринеја и река Ебро и Сикле. У Иберији ( Шпанији) било је 50 картагињанских ратних бродова, који су остали у шпанским водама. Картагина је мобилизовала 55 ратних бродова за нападе на Италију и Сицилију.

## Пред битку
Картагињанска морнарица је кренула према Сицилији са 20 пентера на којима је било 1.000 војника. Прва група бродова напала је Липарска острва, а друга група од осам бродова напала је Вулканска острва, али олуја их је одувала са курса према Месинском мореузу. Сиракушка морнарица, која се тада налазила у Месини успела је да зароби 3 брода, који су се предали без отпора. Од заробљене посаде Сиракужани су сазнали да Картагињани намеравају да нападну Лилибај и да су поред 20 бродова још 35 бродова на путу за Сицилију. У Месини се налазио и Хијерон II, који је ту очекивао долазак Тиберија Семпронија Лонга. Он је о предстојећем картагињанскоме нападу упозорио римскога претора Марка Амелија.

## Битка
Картагињанска флота била је ометена невременом, па су морали да чекају. Римљани су имали само 20 спремних бродова у Лилибају, али претор је након обавештења да ће доћи до пунскога напада добро припремио бродове и на њих укрцао римске легионаре. Поред тога свуда дуж обале поставио је осматраче да би одмах дали сигнал чим се појаве непријатељски бродови. Картагињани су сачекали на Егатским острвима и одатле су запловили по месечини, намеравајући да се код Лилибеја појаве у зору. Римски осматрачи уочили су их пре доласка у луку. Римска флота је одмах испловила, па су се обе стране припремиле за битку. Картагињани су имали више бродова, али римски бродови су имали много више војске. Пошто су се појединачно због већега броја војника осећали јачим, римски бродови су покушали да се приближе картагињанским и да уђе у блиску борбу прса о прса. Међутим картагињански су покушавали да их избегну, да изманевришу и да их по могућности ударе прамцем. У метежу Римљани су успели да се пребаце на део непријатељске флоте. Заробили су седам бродова и 1.700 чланова посаде. Преостали картагињански бродови су побегли. Само је један римски брод био оштећен.

## После битке
Римљани су том битком успели да спрече успостављање картагињанске базе на Сицилији. Убрзо после тога на Сицилију је стигао конзул Тиберије Семпроније Лонг са војском и флотом. Одатле је отпловио на Малту, коју је заузео и заробио 2.000 непријатељских војника. Заробио је и пунског команданта на Малти Хамилкара Гискона. После тога кренуо је да пресретне картагињански поморски контингент, који је нападао Вулканска острва. Мањи картагињански контингент нападао је римску територију око Виба у Брутију. Након римскога пораза у бици код Тицина Сенат је позвао Тиберија Семпронија да помогне Сципиону. Семпроније је оставио 50 бродова у Лилибају и 25 у Брутију, а војску је послао копном и морем до Ариминија.